# Belligné
Belligné – miejscowość i dawna gmina we Francji, w regionie Kraj Loary, w departamencie Loara Atlantycka. W 2013 roku jej populacja wynosiła 1852 mieszkańców. 
W dniu 1 stycznia 2016 roku z połączenia czterech ówczesnych gmin – Belligné, La Chapelle-Saint-Sauveur, La Rouxière oraz Varades – utworzono nową gminę Loireauxence. Siedzibą gminy została miejscowość Varades. 